# Асоциальность
Асоциа́льность — это поведение и поступки, не соответствующие нормам и правилам поведения людей в обществе, общественной морали.
Асоциальность (социальное безразличие) — отсутствие сильной мотивации к социальному взаимодействию и/или присутствие одной мотивации для одиночной деятельности. Асоциальность отличается от антисоциальности тем, что последняя подразумевает открытую неприязнь к другим людям и/или к обществу в целом. Не следует также путать асоциальность с мизантропией.

## История
Понятие «асоциальность» стало использоваться, в основном, с первой половины XX века в качестве собирательного политического термина, обозначающего неблагополучных людей из низших слоёв общества. «Асоциальными» считались и, применительно к различным обществам, продолжают считаться попрошайки, бродяги, бездомные, проститутки, сутенёры, получающие пособие по социальному обеспечению, наркоманы, алкоголики, цыгане и лица, недееспособные вследствие психического расстройства.
Асоциальность является скорее положительной чертой характера в некоторых монашеских традициях, в частности в католицизме, буддизме и суфизме. В православной традиции асоциальное поведение верующего мирянина или монашествующего — признак удалённости от мира и близости его к Богу (блаженные, юродивые).
Асоциалы в концентрационных лагерях Третьего рейха были вынуждены носить значки с чёрными треугольниками. Такой же опознавательный знак был у умственно отсталых, психически больных, бездомных, алкоголиков, проституток и пацифистов.

## Асоциальность личности
В американском Диагностическом и статистическом руководстве по психическим расстройствам пятого издания (DSM-5) асоциальность, как отсутствие мотивации к социальному взаимодействию, указана в качестве одного из «негативных» симптомов шизофрении. В крайних степенях она характеризуется неспособностью сопереживать, чувствовать близость с кем-либо или неспособностью сформировать близкие отношения с другими людьми.
Выделяется гебоидность — не полностью развернувшееся гебефреническое состояние, проявляющееся дурашливостью, нарушениями влечений, развязностью в поведении и асоциальностью:238. Асоциальное поведение у них способствует снижению нравственных установок, отказу от учёбы и отказу от труда:332.
Подростки и юноши с шизотипическим расстройством (так как расстройство начинает проявляться именно в этом возрасте) часто вовлекаются в компании лиц с асоциальным поведением:432.
У страдающих алкоголизмом на поздних стадиях болезни происходят изменения психики, деградация личности с асоциальностью.
Лица с инфантилизмом легко вовлекаются в асоциальную среду: они принимают стиль жизни, образ мыслей и поведение, соответствующие этой среде:95.
В подростковом возрасте при синдроме дефицита внимания и гиперактивности (СДВГ) характерны хулиганские выходки и асоциальное поведение:245.
У употребляющих опиаты характерно асоциальное поведение и асоциальные черты в преморбиде:146.

### Подростковая
Для многих подростков молодёжные субкультуры и асоциальный образ жизни — одна из форм протеста против привычного образа жизни:342.

## Национал-социализм
В эпоху национал-социализма асоциальными называли людей, ставших жертвами активного преследования. Акция «не работающий на рейх» стала кульминацией «преследования асоциального» в национал-социализме. С 1938 года Управление социального обеспечения Германии призвало полицию арестовывать «асоциальных» личностей. Вместо того чтобы получить помощь, нуждающиеся и бездомные собирались и уничтожались властями. В этом социальном строе было претворено в жизнь полное уничтожение людей с девиантным поведением.

## Критика
Концепция асоциальности понимается противоречиво, так как общество может восприниматься только как единое целое. То, что называют асоциальным, может являться таковым только по отношению к обществу. Эта концепция довольно часто применяется для произвольного отчуждения групп, которые определяют себя как преобладающее большинство.